# 富浜 (弥富市)
富浜（とみはま）は、愛知県弥富市の地名。

## 地理

### 交通
- 名古屋ユナイテッドコンテナターミナル

### 施設
- 富浜緑地
- ウッドフレンズ名古屋港ゴルフ倶楽部

## 歴史

### 地名の由来
弥富の浜という意味と富める浜の意味をかけたものとみられる。

### 沿革
- 1985年（昭和60年） - 名古屋港西部臨海工業地帯第5区の公有水面埋立地に起立[1]。

### WEB
1. ↑  “愛知県弥富市の町丁・字一覧”.   人口統計ラボ. 2022年12月12日閲覧。
2. ↑  “読み仮名データの促音・拗音を小書きで表記するもの(zip形式) 愛知県” (zip).   日本郵便 (2024年2月29日). 2024年3月26日閲覧。
3. ↑  “市外局番の一覧” (PDF).   総務省 (2022年3月1日). 2022年3月22日閲覧。
4. ↑  “ナンバープレートについて”.   一般社団法人愛知県自動車会議所. 2024年1月21日閲覧。

### 書籍
1. 1 2  「角川日本地名大辞典」編纂委員会 1989, p. 902.